# Vicchio
Vicchio ist eine italienische Gemeinde mit 8082 Einwohnern (Stand 31. Dezember 2023) in der Metropolitanstadt Florenz in der Region Toskana. Der Ort gehört zur Verwaltungsgemeinschaft Comunità Montana Mugello.

## Geographie
Vicchio liegt im Mugello, etwa 30 km nordöstlich von Florenz. Ortsteile (frazioni) sind Barbiana, Casole, Cistio, Gattaia, Molezzano, Piazzano, Ponte a Vicchio, Rupecanina, Vespignano und Villore.
Die Nachbargemeinden sind Borgo San Lorenzo, Dicomano, Marradi und Pontassieve.

## Geschichte
Bei einem Erdbeben am 29. Juni 1919 kamen etwa 40 Menschen in Vicchio ums Leben, jedes zweite Gebäude im Ort stürzte ein. Das Beben hatte sein Epizentrum in Vicchio und erreichte eine Intensität von VII bis IX auf der Mercalliskala.

## Kultur und Sehenswürdigkeiten

### Kirchen
- Pieve di San Giovanni Battista – Pfarrkirche (1447)
- Chiesa di San Bartolomeo – Kirche im Ortsteil Molezzano (12. Jahrhundert)
- Chiesa di San Cassiano in Padule – (20. Jahrhundert)
- Chiesa di San Michele – Kirche im Ortsteil Rupecanina (14. Jahrhundert)
- Chiesa di San Cristoforo – Kirche im Ortsteil Casole – (12. Jahrhundert)
- Badia di Santa Maria a Bovino – (11. Jahrhundert)
- Oratorio di San Filippo Neri (oder della Misericordia) – (17. Jahrhundert)
- Chiesa di San Martino – Kirche im Ortsteil Vespignano (13. Jahrhundert)
- Cappella della Bruna
- Chiesa di San Martino – Kirche im Ortsteil Viminiccio (11. Jahrhundert)
- Chiesa di Sant’Andrea – Kirche im Ortsteil Barbiana

### Museen
- Museo Arte Sacra „Beato Angelico“ – Ausstellung über den Maler Fra Angelico
- Museo Civico Casa di Giotto – Geburtshaus von Giotto in Vespignano
- Casa Benvenuto Cellini – In dem Haus wohnte der Florentiner Künstler Benvenuto Cellini von 1559 bis 1571.

### Theater
- Teatro Giotto

## Städtepartnerschaften

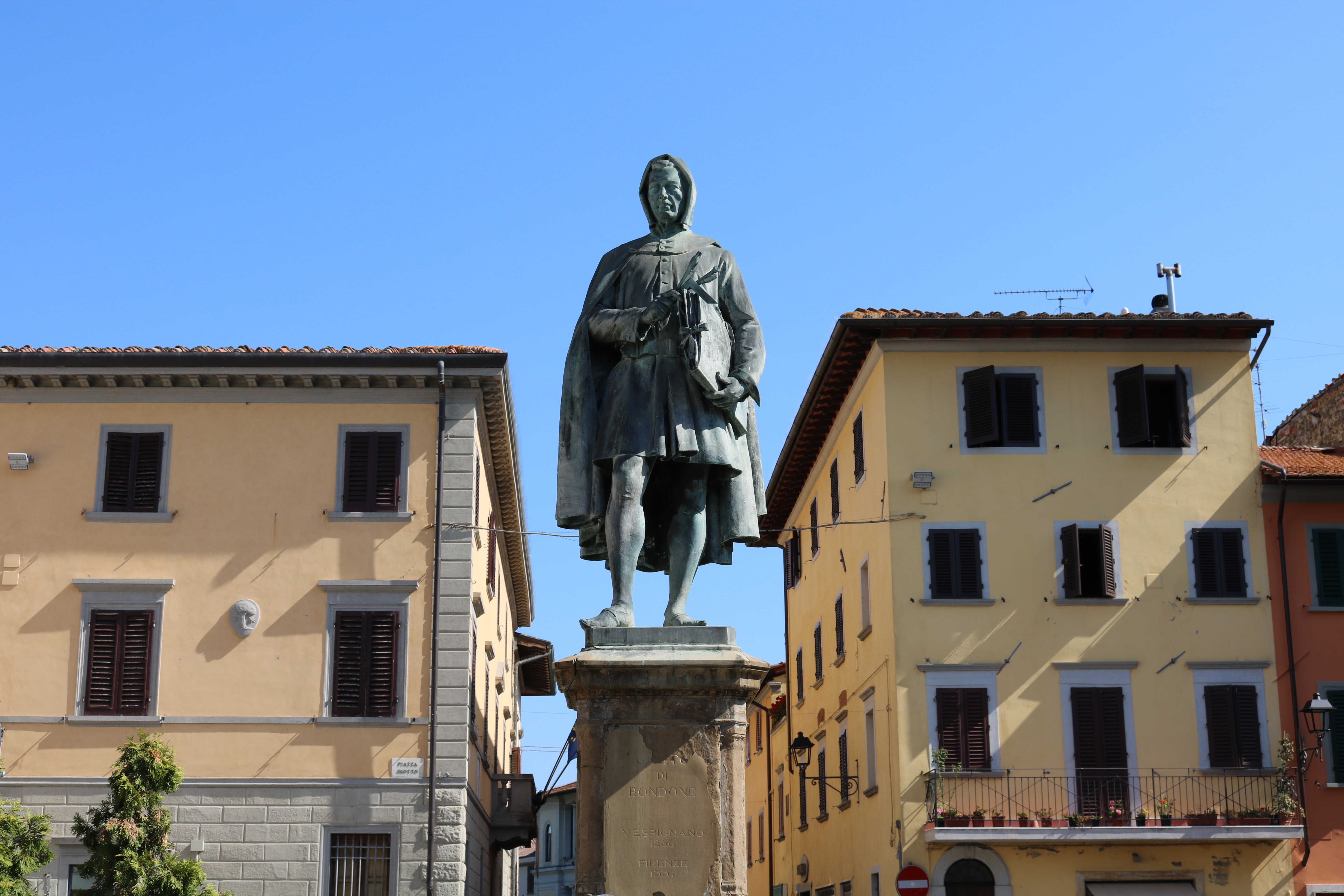
Denkmal für Giotto in Vicchio

- Tolmin (Slowenien)

## Mit der Gemeinde verbundene Personen
- Der Maler Giotto († 1337) wurde in Vespignano geboren.
- Der Maler Fra Angelico († 1455) wurde in Vicchio geboren.
- Der Turner Guido Boni (1892–1956) wurde in Vicchio geboren.
- Der Priester und Religionslehrer Lorenzo Milani (1923–1967) war Pfarrer in Barbiana.
- Der Radrennfahrer wurde Guido Boni (1933–2014) wurde in Gattaia geboren.